# Pickaway megye
Pickaway megye az Amerikai Egyesült Államokban, azon belül Ohio államban található. Megyeszékhelye és legnagyobb városa Circleville. Lakosainak száma 58 539 fő (2020. április 1.). Pickaway megye Franklin, Ross, Fairfield, Hocking, Fayette és Madison megyékkel határos.

## Népesség
A megye népességének változása:
| Lakosok száma | 55 763 | 56 008 | 56 347 | 56 304 | 56 998 | 58 539 |
|               | 2010   | 2011   | 2012   | 2013   | 2015   | 2020   |